# Matar a Platón
Matar a Platón es un poemario en castellano de la escritora hispanobelga Chantal Maillard, publicado por Tusquets en 2004 y ganador del Premio Nacional de Poesía de España ese mismo año.

## Contexto literario
Matar a Platón supone un punto de inflexión en la trayectoria poética de Maillard: al contrario que en sus anteriores libros, como Lógica borrosa (2002) o Hainuwele (1990), a partir de esta obra «la escritura desconfía profundamente de las palabras», como ha estudiado Lola Nieto, tendencia que se verá reforzada en los posteriores Hilos y La herida en la lengua. Esta desconfianza se traduce en un lenguaje opuesto al lirismo tradicional, despojándolo de ornamentos y de estrategias retóricas clásicas. Se huye de la metáfora y el símbolo, y se recurre a estructuras cercanas a lo narrativo, reflexiones metatextuales y distanciamiento irónico.
Este giro estético puede encuadrarse en la profundización de la autora en el pensamiento oriental, especialmente en la noción de «observador» que desarrolla filosóficamente en los dos libros anteriores y posteriores a este: Filosofía en los días críticos y Diarios indios. Asimismo, la segunda parte del poemario (‘Escribir’) está marcada por la experiencia del cáncer de colon cuyas secuelas sufrió Maillard durante su escritura (en torno al año 2000).

## Contenido y rasgos estilísticos
El libro se divide en dos extensos poemas: ‘Matar a Platón (V.O. subtitulada)’ y ‘Escribir’. El primero de ellos, que ocupa la mayor parte del poemario, está dividido en 28 fragmentos en verso acompañados de un texto en prosa a modo de subtítulos con una tipografía diferente. El texto principal narra la muerte de un peatón atropellado por un vehículo y las reacciones de los transeúntes que presencian el acontecimiento, con un estilo frío y a veces irónico. El propio lector es apelado directamente en los versos, con una técnica análoga a la del distanciamiento brechtiano o a la del filme Funny Games de Michael Haneke, que la autora menciona como inspiración en algunas entrevistas. El acontecimiento lleva a la autora a reflexionar sobre varios temas filosóficos: la conciencia, la empatía y la dificultad de acceder a la realidad debido al platonismo psicológico. El texto secundario ejerce un contrapunto que reflexiona sobre la propia escritura del poemario y el sentido de su título.
El tono es opuestamente contrario en la segunda parte, ‘Escribir’, un poema-río de 490 versos donde se expone una serie de diferentes motivaciones de la propia escritura, con una implicación emocional muchísimo más directa. Nuño Aguirre de Cárcer afirma que «es un texto al límite, escrito desde la intensidad del dolor y la inminencia de la degradación física. Maillard escribe "para rebelarse" contra esa situación». El tema principal es el sufrimiento y la capacidad de la creación poética para transformarlo o compartirlo.

## Traducciones a otros idiomas
Matar a Platón ha sido traducido al alemán, al neerlandés y al italiano.
- [do]: Platon töten, trad. Elisabeth Seifer de Matar a Platón, Zúrich, Teamart, 2006.
- [ne]:Plato doden, trad. Bart Vonck de Matar a Platón, Leuven (Belgique), P, 2006
- [it]:Amazzare Platone, trad. Gabriele Blundo de Matar a Platón, Rome, Elliot, 2013.